# Miles M.30
Miles M.30 X-Minor là một loại máy bay thử nghiệm, được hãng Miles Aircraft thiết kế nhằm đánh giá các đặc tính bay.

## Tính năng kỹ chiến thuật (M.30 X-Minor)
Dữ liệu lấy từ Miles aircraft since 1925 
Đặc tính tổng quát
- Chiều dài: 26 ft 3 in (8,00 m)
- Sải cánh: 33 ft (10 m)
- Chiều cao: 9 ft (2,7 m)
- Diện tích cánh: 200 foot vuông (19 m2)
- Tỉ số mặt cắt: 5.4
- Trọng lượng rỗng: 2.710 lb (1.229 kg)
- Trọng lượng có tải: 4.240 lb (1.923 kg)
- Động cơ: 2 × de Havilland Gipsy Major , 130 hp (97 kW)  mỗi chiếc

Hiệu suất bay
- Tải trên cánh: 21,2 lb/foot vuông (104 kg/m2)
- Công suất/khối lượng: 0,0613 hp/lb